# Aste (Großdorf)
Koordinaten: 58° 21′ N, 22° 27′ O
Aste ist ein Dorf (estnisch alevik) auf der größten estnischen Insel Saaremaa. Es gehört zur Landgemeinde Saaremaa (bis 2017: Landgemeinde Lääne-Saare) im Kreis Saare.

## Einwohnerschaft und Lage
Das Dorf hat 436 Einwohner (Stand 1. Januar 2016). Seine Fläche beträgt 0,66 km². Der Ort liegt zwölf Kilometer nördlich der Inselhauptstadt Kuressaare.

## Geschichte
1870 wurde der Vorläufer der heutigen Grundschule gegründet. 2013 wurde ein neues Schulgebäude eingeweiht.
Während der sowjetischen Besetzung Estlands unterhielten die sowjetischen Streitkräfte in der Nähe des Dorfkerns ein militärisch genutztes Flugfeld. Nach Wiedererlangung der estnischen Unabhängigkeit wurde es weitestgehend abgetragen.